# پالوس‌هایتس (ایلینوی)
پالوس‌هایتس، ایلینوی (به انگلیسی: Palos Heights, Illinois) یک شهر در ایالات متحده آمریکا با جمعیت ۱۲٬۵۱۵ نفر است که در ایلی‌نوی واقع شده‌است.